# نظرية التفاوض
نظرية التفاوض هي إحدى النظريات المعنية بصناعة القرار في كثير من نواحي الأنشطة الإنسانية.
- أما نظرية التفاوض في مجال العلاقات الدولية فهي من النظريات التي تستهدف دراسة وتناول الأبعاد والمحددات التي من خلالها يمكن حسم المواقف الصراعية، ورسم السياسات وإدارة العلاقات الدولية في الظروف الطبيعية. ويلاحظ أن نظرية التفاوض في العلاقات الدولية هي مجرد نظرية من نظريات متعددة تعني بتفسير أو تحليل كيفية التوصل إلى قرارات توفيقية أو حلول وسط للمواقف الصراعية في صيغة تسويات سياسية. بمعنى أن نظرية التفاوض لا تصلح بشكل منفرد لتفسير عملية صناعة القرار الدولي والسياسة الدولية بمعزل عن نظريات أخرى مثل نظرية الصراع ونظرية الردع ونظرية المباريات ونظرية التحالفات ونظرية الواقعية وغيرها من نظريات.

وفي واقع الأمر أن مصطلح «نظرية التفاوض» هو تعبير مجازي، فلا يعكس هذا المصطلح في الأصل وجود نظرية واحدة أو نظرية مُحكمة تسمى نظرية التفاوض بالمعنى الدقيق، بل هي في مجملها مجموعة اجتهادات فكرية وافتراضات سببية Assumptions Causality أو قراءات تفسيرية لربط السبب بالمسبب Attributing . فضلاً عن أن نظرية التفاوض شأنها شأن غيرها من النظريات السلوكية لا يمكن أن نُعزيها أو ننسبها لشخص واحد، بل هي نتاج اجتهادات كتاب ومفكرين كُثر في مجالات إنسانية واجتماعية متعددة كعلم الاجتماع والنفس والسياسة والإدارة وغيرها من علوم سلوكية.

## مفهوم التفاوض
التفاوض بصفة عامة هو عملية تستهدف الوصول إلى حلول مقبولة أو اتفاق يسهم في تحقيق مصلحة طرفين أو أكثر يربطهم موقف مشترك. والتفاوض أو المفاوضات في العلاقات الدولية هي عملية غايتها الوصول إلى تسوية سياسية.

## الركائز الأساسية لعملية التفاوض
هناك عدة عناصر تعد بمثابة أركان أو ركائز أساسية تبنى عليها عملية التفاوض ويتوقف عليها جدوى تلك العملية، ولا يتصور أن تكون هناك عملية تفاوض دون وجود لهذه العناصر، لذا فغياب أحد هذه العناصر يعد بمثابة هدم لركن هام ويؤدي إلى تقويض هذه العملية قبل أن تبدأ، وهي كالآتي:
القدرات المادية، توافر الخيارات الأُخرى، القدرة التفاوضية، التوقيت المناسب.